# Thor dicaprio
Thor dicaprio — вид десятиногих ракоподібних родини Thoridae. Описаний у 2021 році.

## Назва
Вид названо на честь американського актора Леонардо Ді Капріо за його внесок у захист біорізноманіття планети.

## Поширення
Вид поширений на заході Атлантичного океану. Трапляється у Карибському морі, Мексиканській затоці, вздовж узбережжя Флориди, Багам, Бермудів, півночі та сходу Бразилії.

## Опис
Дрібна креветка, не більше 1 см завдовжки. Тіло від шоколадно-коричневого до коричнево-жовтогарячого або коричнево-зеленого кольору з круглими білими плямами.